# Cubatyphlops epactius
Cubatyphlops caymanensis — вид змій родини сліпунів (Typhlopidae). Ендемік Кайманових Островів.

## Поширення і екологія
Cubatyphlops caymanensis є ендеміками острова Кайман-Брак в архіпелазі Кайманових островів. Вони живуть на прибережних дюнах, в кокколобових і кокосових заростях.

## Збереження
МСОП класифікує цей вид як такий, що перебуває на межі зникнення. Cubatyphlops caymanensis загрожує знищення природного середовища та хижацтво з боку інтродукованих тварин.